# Уложение о наказаниях уголовных и исправительных
Уложение о наказаниях уголовных и исправительных 1845 года — первый уголовный кодекс в истории России. Подготовлен сотрудниками Второго отделения, утверждён императором Николаем I 15 августа 1845 года, введён в действие с 1846 года. Уложение представляло собой кодифицированный нормативный акт, содержавший как нормы, регулировавшие общие вопросы уголовного права, так и устанавливающие ответственность за совершение конкретных преступных посягательств.

## Структура
Уложение включало в себя 12 разделов, делившихся на главы, отделения и статьи, а также приложение («О лицах, изъятых от наказаний телесных»). Раздел I «О преступлениях, проступках и наказаниях вообще» включал нормы общего характера, а остальные 11 разделов включали нормы о конкретных преступлениях, которые составляли Особенную часть дореволюционного уголовного права. Уложение предусматривало следующие категории преступлений и проступков: религиозные, государственные, против порядка управления, государственной и общественной службы, постановлений о повинностях, против доходов и имущества казны, общественного благоустройства и благочиния, сословной организации общества, жизни, здоровья, свободы и чести личности, против семьи и собственности. Всего Уложение включало 2224 статьи.

## Преступление
Уложение различало понятия «преступление» и «проступок». Хотя чёткого разделения не проводилось, основные отличия между ними лежали в сфере объекта посягательства. Под преступлением понималось «всякое нарушение закона, через которое посягается на неприкосновенность прав Власти Верховной и установленных Ею властей или же на права или безопасность общества или частных лиц» (ст. 1), под проступком — «нарушение правил, предписанных для охранения определенных законом прав и общественной или же личной безопасности или пользы» (ст. 2).
Преступления могли совершаться как в форме деяния, под которым понималось активное действие, так и в форме бездействия, которое представляло собой «неисполнение того, что под страхом наказания уголовного или исправительного законом предписано» (ст. 4).
В Уложении проводилось различие между умышленной и неосторожной формой вины.
Предусматривалось несколько оснований, которые устраняли уголовную ответственность: случайность, малолетство, безумие, сумасшествие, беспамятство, ошибка, принуждение, непреодолимая сила и необходимая оборона.
Выделялись такие стадии преступления, как обнаружение умысла, приготовление, покушение и совершение деяния. За покушение на преступление назначалось меньшее наказание. Предусматривалась возможность добровольного отказа от совершения преступления на стадии покушения, если содеянное к моменту отказа само по себе не было преступно.
Законодательно регламентировался институт соучастия в преступлении. Выделялись такие формы соучастия, как совершение преступления группой лиц без предварительности соглашения (скоп), по предварительному соглашению (заговор) и шайка. Соучастники делились на зачинщиков, сообщников, подговорщиков, подстрекателей, пособников. Отдельно рассматривались лица, прикосновенные к преступлению: попустители, укрыватели и недоносители.

## Наказание
Система наказаний по Уложению носила сословный характер. Санкции ставились в зависимость от тех или иных сословных привилегий. Предусматривалось 11 родов наказаний, которые делились на 35 ступеней.
Уголовные наказания предусматривали лишение всех прав состояния, которое означало гражданскую смерть: лишение прав, преимуществ, собственности, прекращение супружеских и родительских прав. К ним относились лишение всех прав состояния и смертная казнь; лишение всех прав состояния и ссылка на каторгу; лишение всех прав состояния и ссылка на поселение в Сибирь; лишение всех прав состояния и ссылка на поселение на Кавказ.
К исправительным наказаниям относились: лишение всех особенных прав и преимуществ (почетных и дворянских титулов, чинов, знаков отличия, права поступать на службу, записываться в гильдии, быть свидетелем и опекуном); ссылка; отдача в исправительные арестантские роты; заключение в тюрьме, крепости, смирительном или работном доме; арест; выговор в присутствии суда; денежные взыскания; внушения. Очень активно применялись телесные наказания.
Выделялись главные, дополнительные и заменяющие наказания. Существовало 11 родов главных наказаний, которые могли заменяться наказаниями из числа заменяющих. Дополнительные наказания назначались совместно с главными и не имели самостоятельного характера. К ним относились, например, конфискация имущества, церковное покаяние, отдача под особый надзор полиции и др. Помимо общих наказаний, применялись особенные, назначаемые за должностные преступления: исключение из службы, отрешение от должности и т. д.
Наказание могло назначаться только в пределах санкции, установленной законодательством. При этом уложение включало перечни обстоятельств, отягчающих и смягчающих наказание, наличие которых позволяло суду перейти к следующей или предыдущей ступени лестницы наказаний.

## Последующие изменения
Уложение 1845 года подвергалось законодательным изменениям, связанными с экономическими, политическими и административно-судебными реформами. Так, в 1866 году из него были исключены уголовные проступки (ответственность за деяния, за которые максимальный возможный срок заключения в тюрьму не превышал года, с 20 ноября 1864 года устанавливалась Уставом о наказаниях, налагаемых мировыми судьями), а в 1885 году была либерализована система наказаний.
Кроме этого, нормы, предусматривающие уголовную ответственность, содержались в Воинском уставе о наказаниях (282 статьи).